# کاوخالی، بنگلادش
کاوخالی (به لاتین: Kawkhali) یک منطقهٔ مسکونی در بنگلادش است که در کاوخالی اپازیلا (پیروج‌پور) واقع شده‌است. کاوخالی ۸۰ کیلومتر مربع مساحت و ۷۰٬۵۱۵ نفر جمعیت دارد.